# Audi R8 LMS GT4
Der Audi R8 LMS GT4 ist ein Rennwagen der Gruppe GT4, der auf Basis des Audi R8 der zweiten Generation entwickelt wurde. Der Verkauf begann im Oktober 2017. Bereits vorher setzte das Audi-Werksteam Audi Sport Team Phoenix das Fahrzeug zu Test- und Erprobungszwecken bei verschiedenen Rennen ein. Der Wagen ist nach dem Audi R8 LMS GT3 und dem Audi RS 3 LMS, das dritte Kundensportfahrzeug von Audi Sport customer racing.

## Geschichte
Das Kundensportprogramm der Audi Sport GmbH wächst in zunehmendem Ausmaß. Nachdem Audi Sport seit 2009 den GT3-Rennwagen Audi R8 LMS anbietet, 2015 die zweite Generation (Audi R8 LMS GT3)  vorstellte und seit 2016 den Audi RS 3 LMS für die TCR-Kategorie anbietet, erweiterte sich das Modellportfolio 2017 nochmals. Der Audi R8 LMS wurde im Vorfeld der New York International Auto Show am 11. April 2017 in seiner GT4-Variante vorgestellt. Im Renneinsatz erlebte das Publikum den seriennahen GT-Sportwagen bereits bei den 24 Stunden auf dem Nürburgring vom 25. bis 28. Mai 2017 zum ersten Mal.  Die ursprünglich aus Europa stammende GT4-Klasse wird ab 2017 konsequent international vermarktet und bietet Einsatzmöglichkeiten in Amerika, Asien, Australien und Europa. Neben der GT3-Kategorie breitet sich ab 2017 die GT4-Klasse im weltweiten Maßstab aus. Audi Sport hat für diese Kategorie ein neues Kundensportmodell entwickelt – den R8 LMS GT4. Der „kleine Bruder“ des GT3-Modells ist noch enger an das Audi R8 Coupé angelehnt, teilt sich mehr als 60 Prozent seiner Baugruppen mit dem straßenzugelassenen Sportwagen und entsteht ebenfalls am Produktionsstandort im Industriegebiet Böllinger Höfe in Heilbronn. Audi schafft damit Synergien, von denen die Kunden des neuen Rennwagens bei Anschaffungs- und Unterhaltskosten profitieren sollen. Audi entwickelte das je nach Einstufung bis zu 364 kW (495 PS) starke GT4-Modell im Laufe der Saison 2017, bevor ein finaler Homologationsstand erreicht war und die Sportzulassung beantragt wurde. In der zweiten Jahreshälfte 2017 bereitete das Team von Chris Reinke, Leiter Audi Sport customer racing, die Produktion des Rennwagens vor. So konnte der neue Audi R8 LMS GT4 ab Dezember 2017 in Kundenhand übergeben werden. Weltweit greift Audi Sport beim R8 LMS GT4 auf ein Netz aus Service, Ersatzteillogistik und fachlicher Betreuung zurück. Audi Sport customer racing hat diese Infrastruktur bereits für das GT3-Projekt auf vier Kontinenten etabliert und wird dieses Netz auch für die GT4-Baureihe nutzen.

## Technik
Bis zu 364 kW (495 PS) kann der V10-Motor des Audi R8 LMS GT4 abgeben – je nach Einstufung im Rahmen der gültigen Balance of Performance, die einen ausgeglichenen Wettbewerb zwischen allen Rennwagen ermöglichen soll. Der 5,2-Liter-Saugmotor entsteht bei Audi Hungaria am Standort Győr und erhält lediglich eine neue Abgasanlage, den vom Reglement vorgeschriebenen Luftmengenbegrenzer und einen daran angepassten Datenstand des serienmäßigen Steuergeräts. Da der Allradantrieb quattro in der GT4-Klasse verboten ist, vertraut Audi Sport auf ein 7-Gang-Doppelkupplungsgetriebe in Kombination mit Hinterradantrieb über ein mechanisches Sperrdifferenzial. Das Fahrwerk der Straßenversion hat Doppelquerlenker an allen vier Rädern und in Zug und Druck verstellbare, rennsportspezifische Stoßdämpfer und Federn zusammen mit verstellbaren Stabilisatoren. Eine neue Scheibenbremsanlage mit angepassten Bremssätteln sorgt in Kombination mit dem serienmäßigen Antiblockiersystem für hohe Verzögerungswerte. Spezielle Bremsbelüftungen an Vorder- und Hinterachse verbessern die Standfestigkeit im Rennbetrieb. Die Zahnstangenlenkung mit hydraulischem Servo verwendet Audi Sport auch im GT3-Modell. Die 5-Loch-Aluminium-Gussräder sind kostengünstig und dennoch speziell auf Rennsportzwecke ausgelegt. Optional bietet Audi Sport auch ein Reifendruckwarnsystem an. Mit Standards wie Feuerlöschsystem, Sicherheitsnetzen für den Fahrer und Crash-Schaum in den Türen geht Audi Sport in vielen Bereichen über die Mindestanforderungen hinaus. Der Sicherheitssitz Audi Sport customer racing PS3 ist die neueste Weiterentwicklung des Modells PS1. Er ist im GT4-Modell ebenso serienmäßig wie in den Audi-Kundensportmodellen für GT3- und TCR-Rennsport. Eine Dachluke erleichtert nach Unfällen die Rettung. Um die Wirbelsäulenbelastung zu vermindern, lässt sich der Helm nach oben abnehmen und durch die Öffnung ein Rettungskorsett (Kendrick Extrication Device) anlegen. Der Stahl-Sicherheitskäfig ist im Innenraum an sechs Punkten an den Audi Space Frame (ASF) in Aluminium-CFK-Mischbauweise angebunden, hinzu kommen zwei Verbindungen zu Verstrebungen im Motorraum. Der FT3-Sicherheitstank wird über eine tropffreie Rennsport-Schnellbetankung befüllt.

## Audi R8 Cup
Zur Saison 2018 wurde erstmals der Audi Sport Seyffarth R8 LMS Cup ausgeschrieben. In dem neuen Markenpokal ist ausschließlich der R8 LMS GT4 startberechtigt. Der Plan seitens des Veranstalters Audi ist, den Markenpokal über drei Saisons auszutragen. Es besteht allerdings die Option auf eine Verlängerung um zwei weitere Saisons. Die Kosten als einzelner Fahrer auf einem Auto belaufen sich offiziell auf 150.000 € (bzw. 85.000 € pro Fahrer bei einem geteilten Startrecht) pro Saison. Die Premierensaison umfasste sechs Rennwochenenden mit je zwei Rennen, welche allesamt im Rahmenprogramm der DTM stattfanden. Meister wurde Kris Heidorn (D) mit 156,5 Punkten.

## Rennen

### 24-Stunden-Rennen auf dem Nürburgring 2017
| Nr. | Team                    | Fahrzeug        | Reifen | Fahrer             | Fahrer         | Fahrer          | Fahrer        | Gesamtplatzierung (Platzierung SP-X) |
| --- | ----------------------- | --------------- | ------ | ------------------ | -------------- | --------------- | ------------- | ------------------------------------ |
| 17  | Audi Sport Team Phoenix | Audi R8 LMS GT4 | P      | Joonas Lappalainen | Alexander Mies | Peter Terting   | Alex Yoong    | 66 (5)                               |
| 18  | Audi Sport Team Phoenix | Audi R8 LMS GT4 | P      | Christian Abt      | Rahel Frey     | Patrick Huisman | Peter Terting | 31 (3)                               |

### 24-Stunden-Rennen von Dubai 2018
| Nr. | Team           | Fahrzeug        | Reifen | Fahrer       | Fahrer            | Fahrer             | Fahrer         | Fahrer      | Gesamtplatzierung (Platzierung GT4) |
| --- | -------------- | --------------- | ------ | ------------ | ----------------- | ------------------ | -------------- | ----------- | ----------------------------------- |
| 247 | Phoenix Racing | Audi R8 LMS GT4 | H      | Adderly Fong | Charles Kwan      | Marchy Lee         | Darryl O’Young | Shaun Thong | 28 (2)                              |
| 248 | Phoenix Racing | Audi R8 LMS GT4 | H      | Philip Ellis | John-Louis Jasper | Joonas Lappalainen | Gosia Rdest    |             | 26 (1)                              |